# Euryopis deplanata
Euryopis deplanata là một loài nhện trong họ Theridiidae.
Loài này thuộc chi Euryopis. Euryopis deplanata được Ehrenfried Schenkel-Haas miêu tả năm 1936.